# Языки Чада
Официальными языками Чада являются арабский и французский язык. Уровень грамотности населения составляет 11 %. Всего в Чаде 133 языка. Из них 131 язык — живой, 2 языка являются мёртвыми. Для записи языков Чада создан национальный чадский алфавит, имеющий как латинскую, так и арабскую версии.

## Статистика
Адамава — 148 000.

Амданг — 41 100.

Арабским языком владеет 896 000 человек.

Ассангори — 23 500.

Багирми — 44 800.

Беджонг — 36 000.

Гулай — 163 000.

Дазагарский язык — 331 000.

Канембурский язык — 461 000.

Канури — 104 000.

Лаал — 750.

Мабанские языки — 296 000.

Марба — 148 000.

Массана — 130 000.

Мбай — 80 000.

Мунданг — 191 000.

Мусей — 209 000.

Наба — 278 000.

Нгамбайский язык — 896 000.

Языки сара — 183 000.

Всего 3 000 человек считают французский родным языком.